# Список судей чемпионата России по футболу
Данная статья представляет собой список главных судей, обслуживших хотя бы один матч в Высшей лиге чемпионата России по футболу.
Данные приведены по состоянию на 16 марта 2020 года.

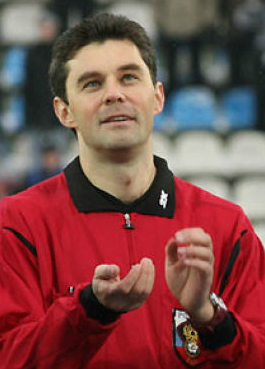
Алексей Николаев — лидер по количеству матчей

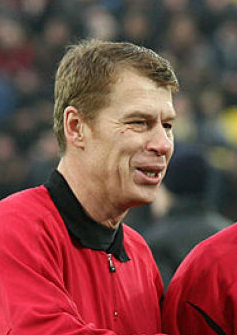
Юрий Баскаков

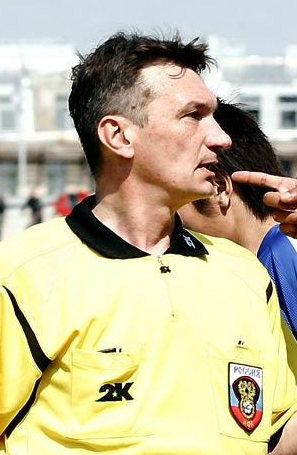
Валентин Иванов

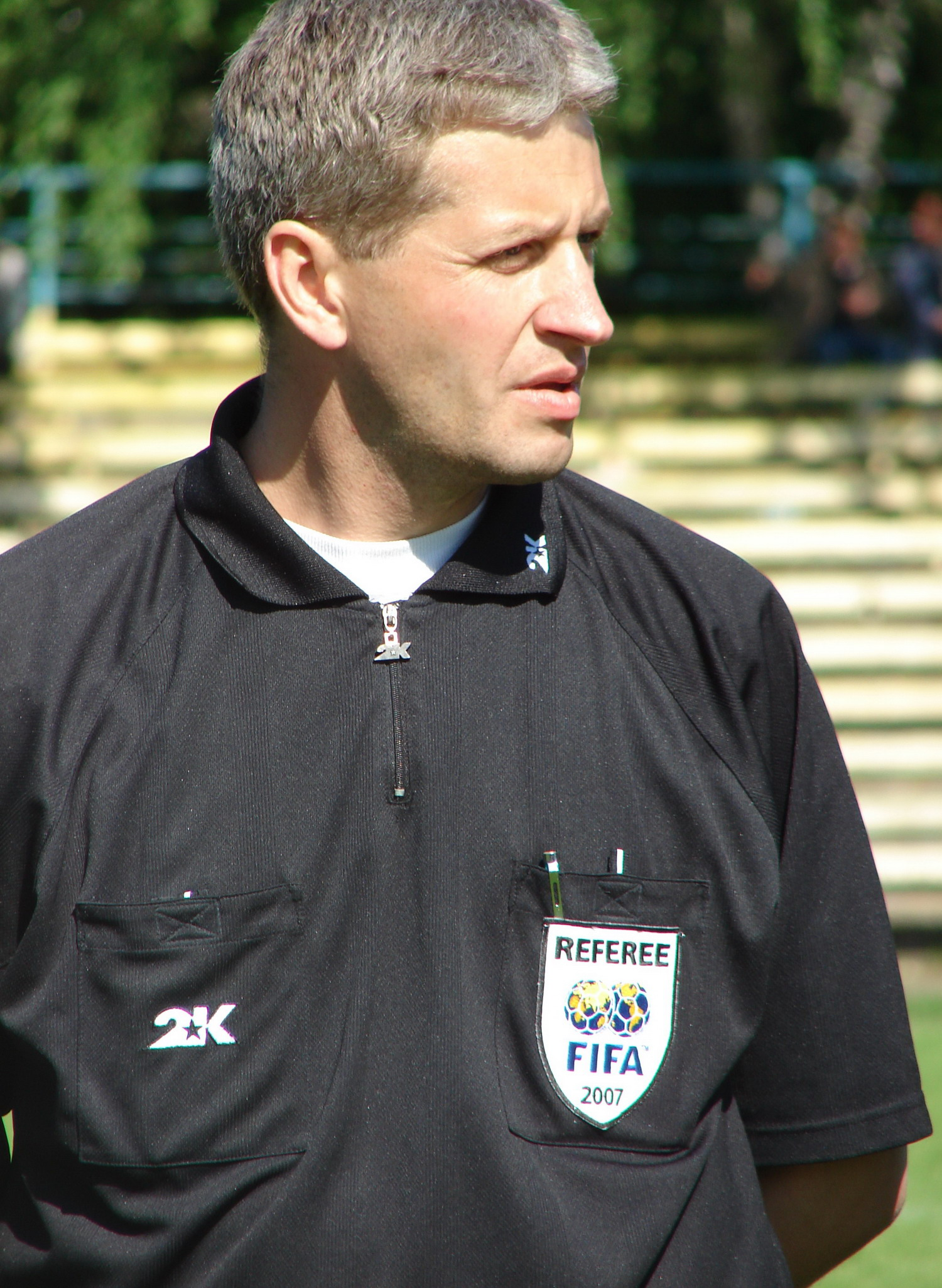
Станислав Сухина

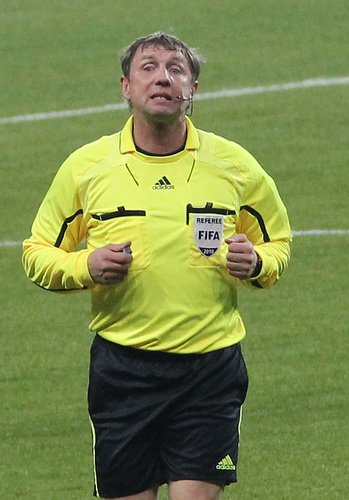
Игорь Егоров

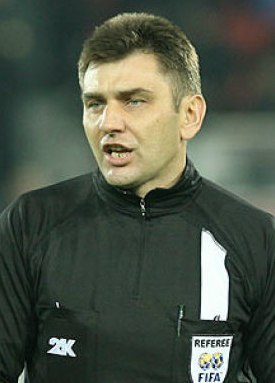
Александр Гвардис

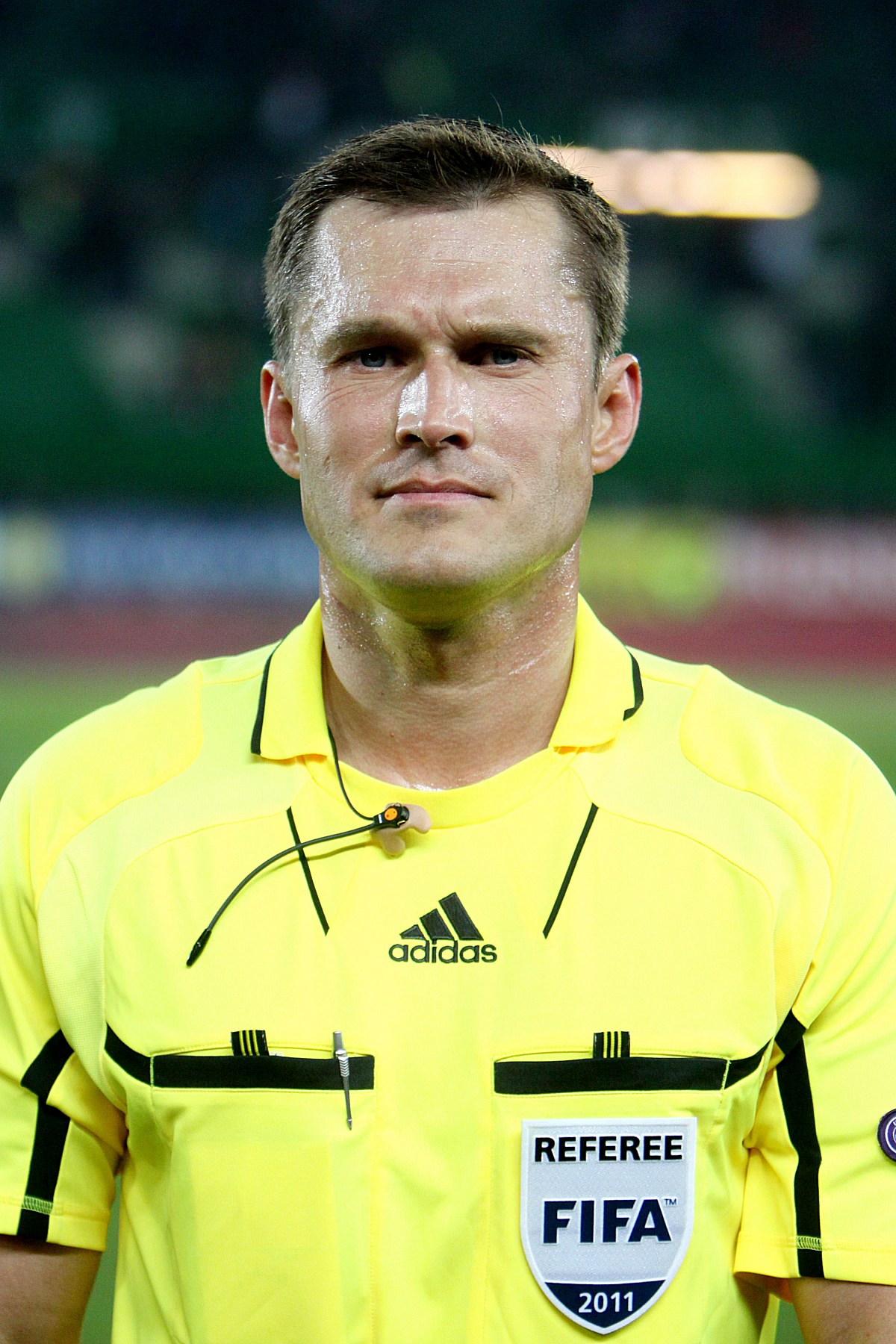
Владислав Безбородов

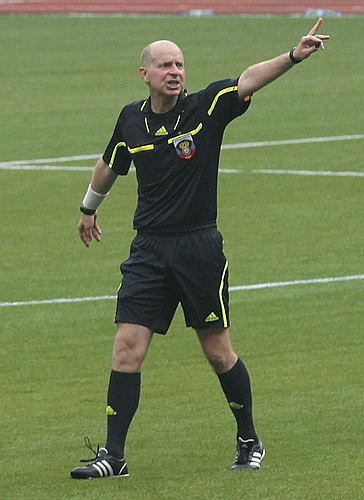
Александр Колобаев

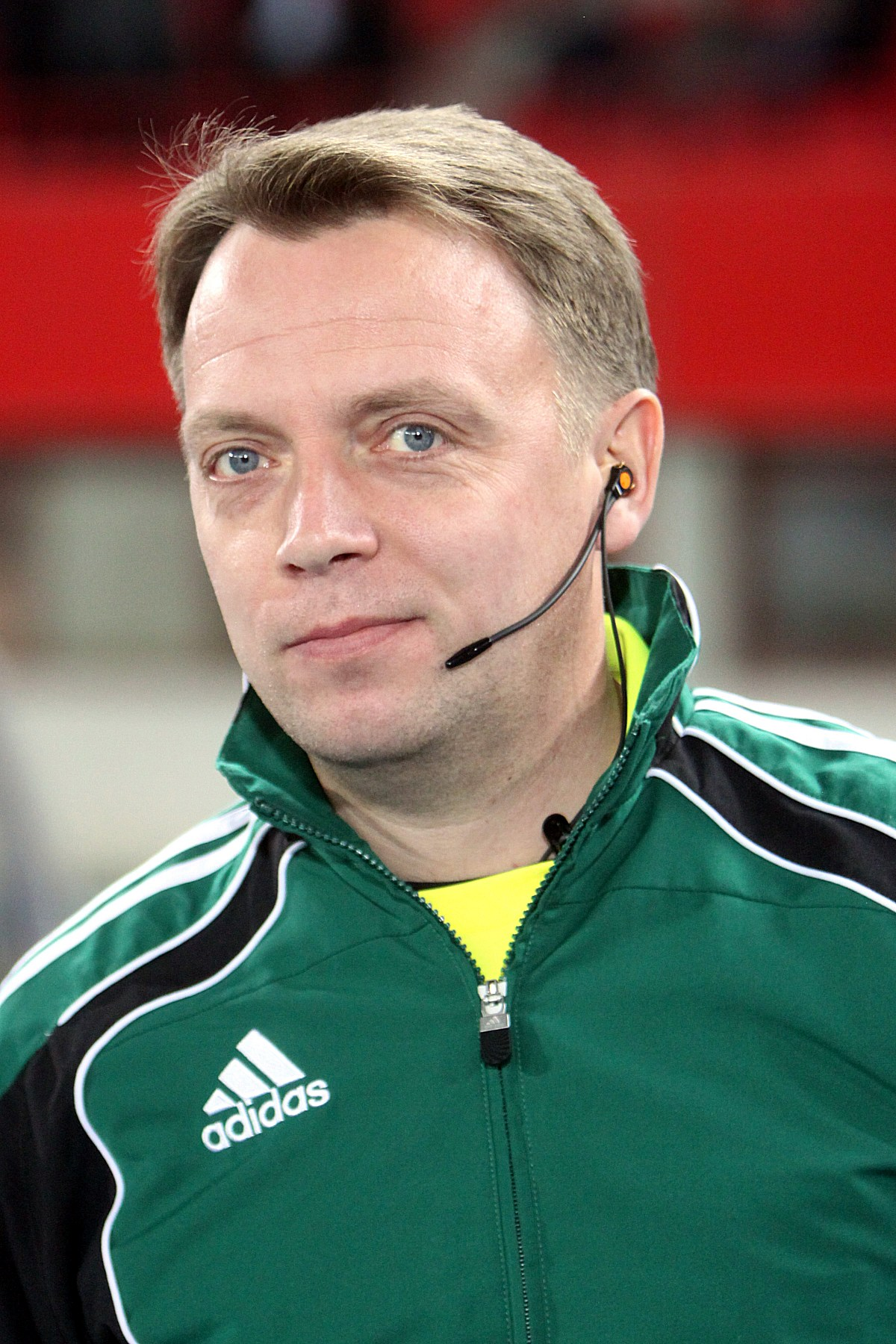
Владимир Петтай

Легенда:
 Работает главным судьёй в текущем сезоне
| Имя                                | Город/Страна         | Период     | Матчи |
| ---------------------------------- | -------------------- | ---------- | ----- |
| Андреев, Сергей Геннадьевич        | Новосибирск          | 1998—2001  | 26    |
| Анохин, Сергей Николаевич          | Москва               | 1992—1999  | 107   |
| Арсланбеков, Тимур Русланович      | Москва               | 2011—2017  | 47    |
| Ахмадуллин, Радик Мухаметбакиевич  | Казань               | 2007       | 1     |
| Баскаков, Юрий Валерьевич          | Москва               | 1996—2011  | 225   |
| Безбородов, Владислав Юрьевич      | Санкт-Петербург      | 2007—н. в. | 224   |
| Безубяк, Тарас Михайлович          | Санкт-Петербург      | 1992—2003  | 175   |
| Белов, Михаил Александрович        | Нижний Новгород      | 2013       | 2     |
| Биглов, Ильдус Фаридович           | Уфа                  | 2006—2009  | 17    |
| Брамхар, Эрик                      | Нидерланды           | 2007       | 1     |
| Будогосский, Андрей Дмитриевич     | Москва               | 1992—1994  | 29    |
| Бутенко, Андрей Павлович           | Москва               | 1992—2001  | 108   |
| Васильев, Станислав Александрович  | Ижевск               | 2018—н. в. | 14    |
| Вергопуло, Юрий Георгиевич         | Москва               | 1994—1995  | 25    |
| Веселовский, Михаил Васильевич     | Москва               | 2001—2006  | 57    |
| Вилков, Михаил Фёдорович           | Нижний Новгород      | 2010—2020  | 162   |
| Власов, Владимир Степанович        | Калуга               | 2002—2004  | 19    |
| Волнин, Евгений Викторович         | Владимир             | 1997       | 2     |
| Волошин, Николай Николаевич        | Смоленск             | 2018—н. в. | 25    |
| Гаврин, Виктор Владимирович        | Ростов-на-Дону       | 1993       | 7     |
| Галимов, Марат Гаинельянович       | Екатеринбург         | 2001—2003  | 9     |
| Галимов, Роман Рафаилович          | Улан-Удэ             | 2016—2018  | 34    |
| Гамеев, Владимир Николаевич        | Протвино             | 1993—1996  | 2     |
| Гвардис, Александр Петрович        | Калининград          | 2000—2010  | 135   |
| Гилевски, Гжегош                   | Польша               | 2005       | 1     |
| Гончар, Александр Владимирович     | Сочи                 | 2003—2007  | 57    |
| Гусев, Сергей Михайлович           | Тобольск             | 1996—2000  | 77    |
| Де Блекере, Франк                  | Бельгия              | 2007       | 1     |
| Де Сантис, Массимо                 | Италия               | 2006       | 1     |
| Денисов, Виктор Эрикович           | Саранск              | 1993       | 1     |
| Дорошенко, Виталий Викторович      | Ейск                 | 2007—2009  | 29    |
| Дюамель, Лоран                     | Франция              | 2006       | 1     |
| Евстигнеев, Александр Васильевич   | Королёв              | 2001—2007  | 78    |
| Егоров, Александр Анатольевич      | Саранск              | 2011—2017  | 110   |
| Егоров, Игорь Вячеславович         | Нижний Новгород      | 2001—2012  | 157   |
| Егоров, Николай Иванович           | Липецк               | 1992—1993  | 13    |
| Енютин, Владимир Леонидович        | Москва               | 2004       | 1     |
| Еськов, Алексей Игоревич           | Москва               | 2009—2020  | 155   |
| Жафяров, Гаряфий Абуняимович       | Москва               | 1992—2000  | 80    |
| Захаров, Игорь Николаевич          | Москва               | 2003—2008  | 69    |
| Зуев, Сергей Владимирович          | Москва               | 1996—2003  | 71    |
| Ибрагимов, Лом-Али Хусаинович      | Грозный, Краснодар   | 1992—1999  | 113   |
| Иванов, Валентин Валентинович      | Москва               | 1993—2007  | 180   |
| Иванов, Николай Владимирович       | Санкт-Петербург      | 1996—2010  | 215   |
| Иванов, Сергей Сергеевич           | Ростов-на-Дону       | 2012—н. в. | 125   |
| Исаков, Сергей Анатольевич         | Нижний Тагил         | 1997       | 7     |
| Казарцев, Василий Анатольевич      | Санкт-Петербург      | 2012—н. в. | 43    |
| Казьменко, Владимир Александрович  | Ростов-на-Дону       | 2009—2014  | 59    |
| Камикава, Тору                     | Япония               | 2006       | 1     |
| Карасёв, Сергей Геннадьевич        | Москва               | 2008—н. в. | 184   |
| Каюмов, Альмир Измайлович          | Москва               | 2004—2012  | 74    |
| Кириллов, Александр Александрович  | Москва               | 1992—1995  | 51    |
| Киселёв, Анатолий Николаевич       | Москва               | 1996—1998  | 8     |
| Ключников, Юрий Иванович           | Ростов-на-Дону       | 2000—2008  | 60    |
| Ковалёв, Алексей Борисович         | Тамбов               | 2006—2010  | 40    |
| Кожухов, Александр Николаевич      | Москва               | 1996—2002  | 67    |
| Колобаев, Александр Евгеньевич     | Москва               | 2000—2010  | 119   |
| Колымажнов, Александр Васильевич   | Астрахань            | 1992       | 3     |
| Костевич, Сергей Викторович        | Курск                | 2012—2015  | 10    |
| Кузнецов, Сергей Владимирович      | Краснозаводск        | 2011—2013  | 21    |
| Кузьменко, Александр Аркадьевич    | Хабаровск            | 1992—1993  | 6     |
| Кукуян, Павел Валерьевич           | Сочи                 | 2017—н. в. | 19    |
| Кулаков, Олег Петрович             | Москва               | 1992       | 1     |
| Кулалаев, Павел Николаевич         | Волжский             | 2002—2006  | 3     |
| Куликов, Сергей Николаевич         | Саранск              | 2014—2017  | 22    |
| Куличенков, Геннадий Валентинович  | Тула                 | 1992—2001  | 119   |
| Куница, Юрий Григорьевич           | Краснодар            | 2004—2007  | 7     |
| Купряшкин, Валентин Петрович       | Москва               | 1992—1993  | 16    |
| Лапин, Александр Викторович        | Уфа                  | 1993—1998  | 59    |
| Лапочкин, Сергей Константинович    | Санкт-Петербург      | 1993—2005  | 95    |
| Лапочкин, Сергей Сергеевич         | Санкт-Петербург      | 2011—н. в. | 164   |
| Ларсен, Клаус Бо                   | Дания                | 2007       | 1     |
| Лаюшкин, Максим Викторович         | Москва               | 2007—2013  | 101   |
| Левников, Кирилл Николаевич        | Санкт-Петербург      | 2014—н. в. | 77    |
| Левников, Николай Владиславович    | Санкт-Петербург      | 1992—2001  | 138   |
| Леонов, Сергей Иосифович           | Барнаул              | 1992       | 2     |
| Лехнер, Геральд                    | Австрия              | 2007       | 1     |
| Майер, Флориан                     | Германия             | 2005       | 1     |
| Макаров, Юрий Михайлович           | Великие Луки         | 1999       | 10    |
| Малый, Эдуард Евгеньевич           | Волгоград            | 2005—2012  | 60    |
| Маляров, Анатолий Владимирович     | Москва               | 1992—1996  | 38    |
| Маркелов, Алексей Григорьевич      | Калуга               | 1992—1995  | 40    |
| Мартынов, Сергей Николаевич        | Москва               | 2002—2005  | 19    |
| Марушко, Сергей Васильевич         | Самара               | 2004       | 4     |
| Матушевский, Вячеслав Мечиславович | Иркутск              | 1993       | 3     |
| Матюнин, Алексей Валерьевич        | Москва               | 2013—н. в. | 75    |
| Мацюра, Сергей Григорьевич         | Комсомольск-на-Амуре | 2007       | 3     |
| Медина Канталехо, Луис             | Испания              | 2005       | 1     |
| Мерк, Маркус                       | Германия             | 2007       | 1     |
| Мехуто Гонсалес, Мануэль Энрике    | Испания              | 2005       | 1     |
| Мешков, Виталий Петрович           | Дмитров              | 2010—н. в. | 155   |
| Милосердов, Николай Вячеславович   | Саратов              | 1992—1993  | 18    |
| Михель, Любош                      | Словакия             | 2006       | 1     |
| Москалёв, Владимир Викторович      | Воронеж              | 2014—н. в. | 76    |
| Низовцев, Игорь Николаевич         | Нижний Новгород      | 2012—2015  | 40    |
| Николаев, Алексей Валерьевич       | Москва               | 2003—2018  | 226   |
| Овчинников, Владимир Павлович      | Москва               | 1992—1999  | 105   |
| Панин, Игорь Николаевич            | Дмитров              | 2019—н. в. | 6     |
| Петтай, Владимир Леонидович        | Петрозаводск         | 2003—2011  | 100   |
| Плауц, Конрад                      | Австрия              | 2006       | 1     |
| Попов, Вячеслав Валерьевич         | Екатеринбург         | 2009—2011  | 29    |
| Рощин, Сергей Геннадьевич          | Кисловодск           | 1992       | 4     |
| Резников, Алексей Александрович    | Ярославль            | 2007       | 2     |
| Румянцев, Алексей Михайлович       | Санкт-Петербург      | 1992—1993  | 21    |
| Рушаков, Виталий Андреевич         | Архангельск          | 2014—2015  | 6     |
| Савкин, Александр Павлович         | Балашиха             | 1992—1993  | 17    |
| Савченко, Юрий Сергеевич           | Москва               | 1992—1993  | 26    |
| Савчук, Георгий Петрович           | Москва               | 1999       | 1     |
| Сельдяков, Владимир Владимирович   | Балашиха             | 2013—2018  | 31    |
| Семёнов, Михаил Анатольевич        | Санкт-Петербург      | 2003—2004  | 12    |
| Сергеев, Алексей Вячеславович      | Москва               | 2005—2007  | 24    |
| Синер, Игорь Евгеньевич            | Омск                 | 1992—1998  | 73    |
| Соколов, Олег Владимирович         | Воронеж              | 2017       | 1     |
| Сорокин, Вячеслав Александрович    | Москва               | 1992—1996  | 10    |
| Спирин, Алексей Николаевич         | Москва               | 1992       | 9     |
| Сухина, Станислав Валерьевич       | Малаховка            | 2001—2012  | 171   |
| Сухой, Алексей Васильевич          | Люберцы              | 2016—н. в. | 32    |
| Терехов, Дмитрий Александрович     | Пермь                | 2006       | 2     |
| Тимофеев, Сергей Алексеевич        | Азов                 | 2003—2008  | 37    |
| Тихомиров, Юрий Валерьевич         | Южа                  | 1998—1999  | 13    |
| Трефолони, Маттео                  | Италия               | 2006       | 1     |
| Турбин, Евгений Андреевич          | Москва               | 2009—н. в. | 75    |
| Тюмин, Алексей Иванович            | Новочеркасск         | 2000—2006  | 49    |
| Ундиано Мальенко, Альберто         | Испания              | 2007       | 1     |
| Федотов, Игорь Александрович       | Москва               | 2011—2018  | 61    |
| Фёдоров, Николай Вячеславович      | Воронеж              | 1997       | 2     |
| Филиппов, Виктор Иванович          | Москва               | 1992—1996  | 74    |
| Французов, Сергей Алексеевич       | Москва               | 1999—2005  | 31    |
| Фролов, Николай Егорович           | Раменское            | 1996—2001  | 68    |
| Фурса, Сергей Владимирович         | Санкт-Петербург      | 2000—2006  | 69    |
| Харламов, Вячеслав Александрович   | Москва               | 2008—2014  | 23    |
| Хлопотнов, Юрий Викторович         | Москва               | 1992—1993  | 11    |
| Ходырев, Михаил Юрьевич            | Москва               | 1999—2005  | 65    |
| Хусаинов, Сергей Григорьевич       | Москва               | 1992—1999  | 102   |
| Чеботарёв, Юрий Фёдорович          | Краснодар            | 1992—2003  | 134   |
| Чехоев, Владимир Харитонович       | Владикавказ          | 1992       | 12    |
| Чистяков, Артём Владимирович       | Азов                 | 2016—2018  | 15    |
| Шавейко, Валерий Иванович          | Москва               | 1999—2004  | 38    |
| Эрзиманов, Фейзудин Кахриманович   | Москва               | 1996—2000  | 37    |
| Япрынцев, Виктор Захарович         | Самара               | 1996—1998  | 23    |
| Яра, Ярослав                       | Чехия                | 2005—2007  | 2     |
| Ярыгин, Виктор Вениаминович        | Волгоград            | 1992—1995  | 37    |
| Ярыгин, Геннадий Юрьевич           | Йошкар-Ола           | 1999—2000  | 16    |

1. ↑  Матч «Локомотив» (Нижний Новгород) — «Шинник» сезона 1997 года (был прерван 20 сентября и переигран 25 октября) учтён дважды.

## Замены судей
- 21 июля 1999 года в матче 17-го тура между «Аланией» и «Ротором» главный судья Сергей Анохин из-за проблем с сердцем в перерыве не смог продолжить судейство и был заменён на линейного судью Георгия Савчука. На 70-й минуте матча из-за несогласия с решениями арбитра «Ротор» покинул поле.[1]
- 4 мая 2014 года в матче 28-го тура между «Локомотивом» и «Зенитом» главный судья Александр Егоров получил травму и на 69-й минуте был заменён на линейного судью Игоря Низовцева, работавшего за воротами.[2]
- 2 августа 2014 года в матче 1-го тура между ЦСКА и «Торпедо» главный судья Игорь Федотов получил травму и на 12-й минуте был заменён на резервного судью Алексея Матюнина.[3]